# Florian Boucansaud
Florian Boucansaud (ur. 15 lutego 1981 w Noisy-le-Sec) – francuski piłkarz występujący na pozycji pomocnika.

## Kariera
Boucansaud zawodową karierę rozpoczynał w drugoligowym klubie FC Gueugnon. W drugiej lidze francuskiej zadebiutował 29 września 2001 w zremisowanym 0:0 meczu z Grenoble Foot 38. W Gueugnon spędził cztery sezony. W tym czasie rozegrał 80 spotkań i zdobył 4 bramki.
W lipcu 2005 podpisał kontrakt z beniaminkiem ekstraklasy – Troyes AC. W Ligue 1 pierwszy mecz rozegrał 30 lipca 2005 przeciwko OGC Nice (1:1), a 17 grudnia 2005 w wygranym 2:1 meczu z FC Sochaux-Montbéliard strzelił swojego jedynego gola w Ligue 1. W sezonie 2005/2006 zagrał tam 30 razy i strzelił jednego gola. Pod jego koniec otrzymał ofertę transferu z FC Sochaux-Montbéliard, jednak Troyes nie zezwoliło na transfer. W wyniku tego Boucansaud popadł w konflikt z trenerem Jeanem-Marcem Furlanem, przez co cały sezon 2006/2007 spędził w piątoligowych rezerwach Troyes.
Latem 2007 roku Boucansaud został graczem pierwszoligowego SM Caen. Zadebiutował tam 18 sierpnia 2007 w przegranym 0:1 meczu z AJ Auxerre. W 2009 roku spadł z klubem do Ligue 2. W tym samym roku, po wygaśnięciu kontraktu z klubem, odszedł z Caen. W latach 2010–2017 grał w FC Montceau Bourgogne, po czym zakończył karierę.
W Ligue 1 rozegrał 47 spotkań i zdobył 1 bramkę.